# Jan Opaliński (zm. 1561)
Jan Opaliński herbu Łodzia (zm. w 1561 roku) – kasztelan santocki w 1560 roku, starosta Pobiedzisk w latach (1551)-1552–1561.